# ولادیمیر گالاکیتونویچ کارولنکو
ولادیمیر گالاکتونیوویچ کورولنکو (۲۷ ژوئیه ۱۸۵۳–۲۵ دسامبر ۱۹۲۱) یک نویسنده، روزنامه‌نگار و فعال حقوق بشر اهل روسیه بود.

## فعالیت‌ها

### کورولنکو وانقلاب ۱۹۱۷ روسیه
کورولنکو یکی از منتقدان قوی حاکمیت تزارها بر روسیه بود. برخی معتقدند که کورلنکو با گردآوری «مجموعه عظیمی از اسناد و مدارک رژیم تزاری حاکم بر امپراتوری روسیه»، به‌طور کامل بی‌عدالتی بلشویکها را توجیه کرده‌است.